# Brussel·les-Opwijk
La Brussel·les-Opwijk és una competició ciclista belga que es disputa anualment entre Brussel·les i Opwijk, a la província del Brabant Flamenc. La cursa fou creada el 1951 i forma part del calendari nacional belga.

## Palmarès
| Any     | Vencedor               | Segon                   | Tercer                  |
| ------- | ---------------------- | ----------------------- | ----------------------- |
| 1951    | Raphael Glorieux       | Andre Heirwegh          | Leonard Vissers         |
| 1952    | Paul Depaepe           | Rik Van Looy            | Jose Pauwels            |
| 1953    | Willy Timmermans       | Albert Descheemaeker    | Harrie de Boer          |
| 1954    | Emiel Van Cauter       | Victor Wartel           | Louis De Boeck          |
| 1955    | Aime Van Avermaet      | Jean Verhulst           | Leo de Weerdt           |
| 1956    | Edward Massart         | François Ertveldt       | Guillaume Van Tongerloo |
| 1957    | Pieter Vergeylen       | Henri Serraris          | Robert De Pauw          |
| 1958    | Antoon Diependaele     | Andre Lauwers           | Emile Daems             |
| 1959    | Florent Van Pollaert   | Lode Troonbeeckx        | Willy Declercq          |
| 1960    | Robert De Middeleir    | Robert Lelangue         | Roger De Coninck        |
| 1961    | Leon Franssen          | Georges Van Coningsloo  | Cor Schuuring           |
| 1962    | Emiel Taillard         | Jozef Janssens          | Noel Depauw             |
| 1963    | Carmine Preziosi       | Noel Depauw             | Joseph Mathy            |
| 1964    | Eddy Merckx            | Paul Van De Vijver      | Herman Vanspringel      |
| 1965    | Emiel Coppens          | Paul Van De Vijver      | Louis Baeten            |
| 1966    | Eddy Peelman           | Ludo Goossens           | Jan Brusselmans         |
| 1967    | Emiel Cambre           | Hugo Coppens            | Jean Claude Dom         |
| 1968    | Georges Claes          | Gustaaf Van Roosbroeck  | Richard Bukacki         |
| 1969    | Gustaaf Van Roosbroeck | Theo Fierens            | Roger Van Den Eede      |
| 1970    | Ludo Van Der Linden    | Frans Verhaegen         | Willy Van Mechelen      |
| 1971    | Ernest Bens            | Georges Barras          | Gustaaf Van Cauter      |
| 1972    | Ludo Delcroix          | Cees Swinkels           | Henri Michiels          |
| 1973    | Paul Lannoo            | Edmond Verbruggen       | Eric Van Lent           |
| 1974    | Marcel Laurens         | Jean-Luc Vandenbroucke  | Jean Pierre Schelfhout  |
| 1975    | Etienne De Beule       | Roger Scourneau         | Adrie Deusing           |
| 1976    | Johnny Denul           | Daniel Willems          | Peter De Neef           |
| 1977    | Fons De Wolf           | Johnny Denul            | Frank Hoste             |
| 1978    | Etienne De Wilde       | William Tackaert        | Luc Colijn              |
| 1979    | Etienne De Wilde       | Jean-Louis Baugnies     | Rene Van Den Bossche    |
| 1980    | Ronny Van Holen        | Walter Pitau            | Luc Govaerts            |
| 1981    | Bert Van Ende          | Marc Somers             | Marc Sergeant           |
| 1982    | Willem Van Eynde       | Ludo De Keulenaer       | Rudy Thielemans         |
| 1983    | Martin Durant          | Frans Van Nuffel        | Jacques Pasin           |
| 1984    | Luc Branckaerts        | Frank Van De Vijver     | Frank Verleyen          |
| 1985    | Patrick Verplancke     | Corneille Daems         | Gerard Schenk           |
| 1986    | no disputada           | no disputada            | no disputada            |
| 1987    | Anton Van Der Steen    | Yves Cossemijns         | Geert d'Hondt           |
| 1988    | Laurenzo Lapage        | Frank Francken          | Ronny Thomas            |
| 1989    | Serge Baguet           | Carl Roes               | Luc Heuvelmans          |
| 1990    | Danny Daelman          | Edward Mintjens         | Daniel Van Steenbergen  |
| 1991    | Bart Van de Water      | Hans De Clercq          | Peter Van Petegem       |
| 1992    | Tony Facon             | Erwin Quina             | Joseph Boulton          |
| 1993    | Kurt Van Lancker       | Wim Vervoort            | Gino Verheyden          |
| 1994    | Humpfrey Goffin        | Ludo Giesberts          | Frank Høj               |
| 1995    | Ludo Giesberts         | Tom Stremersch          | Glenn D'Hollander       |
| 1996    | Steven Van Aken        | Steven De Neef          | Dirk Van Laer           |
| 1997    | Marc Lotz              | Patrick Stijlemans      | Kristof Meeus           |
| 1998    | Christoph Roodhooft    | Gianni Rivera           | Tim De Peuter           |
| 1999    | Kevin Hulsmans         | Frederik Penne          | Tom Serlet              |
| 2000    | Tim Meeusen            | Bram Schmitz            | Jan Verstraeten         |
| 2001    | Gert Steegmans         | Steven Caethoven        | Jurgen de Jong          |
| 2002    | Eric Leblacher         | Kevin Van der Slagmolen | Steven Caethoven        |
| 2003    | Jukka Vastaranta       | Cédric Coutouly         | Rik Van Isterdael       |
| 2004    | Sjef De Wilde          | Kor Steenbergen         | David Arassus           |
| 2005    | Stefan Huizinga        | Bart Vanheule           | Anton Wouters           |
| 2006    | Dries Van Der Ginst    | Davy De Leener          | Bart Mariën             |
| 2007    | Tom Criel              | Bram Deprez             | Simas Kondrotas         |
| 2008    | Jan Bakelants          | Thomas Vedel Kvist      | Jaryd De Mooij          |
| 2009    | Fréderique Robert      | Stijn Ennekens          | Baptiste Planckaert     |
| 2010    | Julien Vermote         | Jochen Vankerckhoven    | Sven Jodts              |
| 2011    | Dries Beatse           | Niels Nachtergaele      | Pieter Cordeel          |
| 2012    | Florian Sénéchal       | Kjell Van Driessche     | Jochen Vankerckhoven    |
| 2013    | Suspesa per la neu     | Suspesa per la neu      | Suspesa per la neu      |
| 2014    | Matthias Legley        | Stef Van Zummeren       | Dieter Bouvry           |
| 2015    | Maxime Farazijn        | Loïc Vliegen            | Nathan Van Hooydonck    |
| 2016    | Franklin Six           | Nathan Van Hooydonck    | Piet Allegaert          |
| 2017    | Patrick Müller         | Pascal Eenkhoorn        | Mathias Van Gompel      |
| 2018    | Alfdan De Decker       | Lionel Taminiaux        | Jordy Bouts             |
| 2019    | David Dekker           | Vito Braet              | Arne Marit              |
| 2020    | Lars Loohuis           | Sébastien Grignard      | Wesley Vercamst         |
| 2021-22 | suspesa                | suspesa                 | suspesa                 |